# フォックスコン
フォックスコン（Foxconn）は、台湾の鴻海精密工業を中核とする企業グループである。台湾では鴻海・テクノロジー・グループ（鴻海科技集団〈ホンハイかぎしゅうだん〉、繁体字中国語: 鴻海科技集團）、中国本土ではフォックスコン・テクノロジー・グループ（簡体字中国語: 富士康科技集团）として知られる。電子機器の生産を請け負う電子機器受託生産 (EMS) では世界最大の企業グループである。 鴻海精密工業の屋号としても使用されている。

## 事業

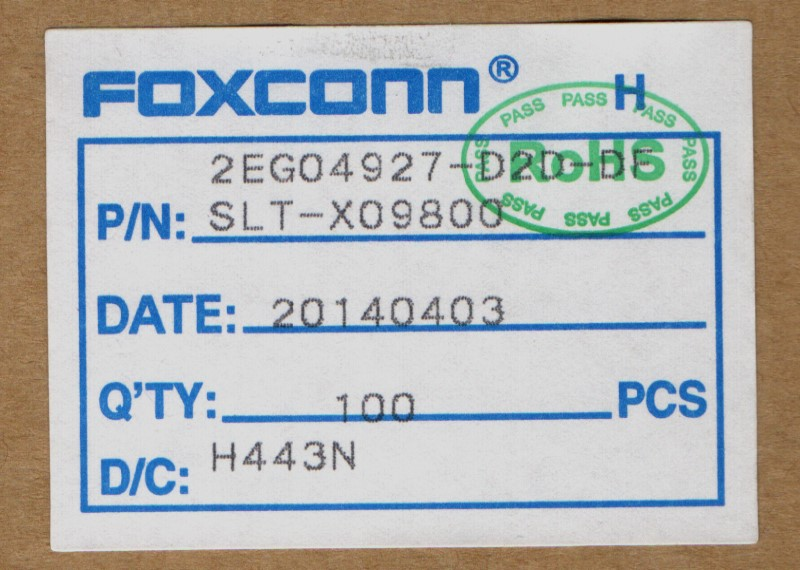
Foxconn connector box tag in 2014

Appleやヒューレット・パッカード、デルといった大手メーカーに、マザーボードや各種コネクタをはじめとした各種パーツのOEM供給、筐体の組み立てを行っている老舗として世界規模の市場では名高い。任天堂のNintendo SwitchやソニーのPlayStation の他マイクロソフトのXboxといったゲーム機、アップルからの委託でiPhoneおよびiPad、Googleからの委託でPixelシリーズ（Pixel 3以降）、ノキア、ブラックベリー のような携帯端末・スマートフォンの生産も行ってきた。また、アリババグループとともにソフトバンクロボティクスホールディングスに出資 しており、世界で初めてヒト型ロボット（Pepper）の量産を行った企業でもある。
グラフィックボード分野においては、LEADTEK社と協業しておりWinFastブランドを提供している。
「ハードウェアのシリコンバレー」 ともされる深圳に最初の製造拠点を築き、「チャイワン」 とEMS業界で呼ばれた中台分業体制の代表格である。多くの企業と提携し、2010年9月時点の従業員は18から25歳を中心に、およそ80万人を抱え、そのうち54万人が中華人民共和国における従業員であり、さらにiPad・iPhoneの売れ行きが好調なことから、生産能力を賄うため中国内陸部における従業員数をさらに40万人ほど増員する予定もある。その膨大な従業員数ゆえ、工場一帯は生産設備以外にもカフェテリアや娯楽施設を有し、さながら小都市の様相を呈している。一方で従業員の勤務体系の激化や、それによる肉体的・精神的ストレスが問題となっている（後述「労働問題」参照）。未発売のコンシューマ向け製品が流出せぬよう一部の成型工場は一帯を壁によって隔離され、外部との交流も遮断されているとされる。このため、中国の工場で急速にロボット化を進めている。
2018年6月8日には、上海証券取引所に上場して、時価総額は中国本土の上場IT企業では最大となった。上場したフォックスコン・インダストリアル・インターネット（富士康工業互聯網、FII）とフォックスコンが中国政府から巨額の補助金を受け、大陸の工場に中国共産党の支部と3万人を超える共産党員 を抱えていることが創業者で会長（董事長）だった郭台銘による中華民国総統選挙への出馬に伴い台湾の立法院で問題視され、同年6月に郭台銘は会長の職を退任した。一方、2019年5月には米中貿易戦争の激化を受け、対米輸出向けの深圳市と天津市の工場の生産設備の一部を中国本土から台湾の高雄市の工場に移転する方針も示した。

## 歴史
- 1974年 - 中華民国台北県土城郷（現新北市土城区）にて「鴻海塑膠企業有限公司」を創業。当時は白黒テレビ用のプラスチック部品が主な製品だった。従業員10名。
- 1981年 - コンピューター用コネクターの製造を開始。
  - インテルなどのPC用マザーボードにメモリなどのコネクターが採用されて急拡大。
- 1982年 - 社名を「鴻海精密工業 (Hon Hai Precision Industry Company Ltd)」に変更。
- 1988年 - 中国に進出、その後、中国に積極的に投資。
- 1990年代後半 - PC本体の製造委託でさらに急成長を遂げる。
- 2003年11月 - エイサー系列だった國碁電子を吸収合併。
- 2007年1月 - ベトナム、ハノイ北部のバクニン省に工場建設を発表。
- 2007年8月 - バクニン省での生産を開始。これ以降の3 - 5年間で50億米ドル相当の投資を計画していると発表し、30万人の雇用が発生する予定である。
- 2007年 - インド南東部のタミルナドゥ州の州都、チェンナイで系列のフォックスコン社の工場をノキア現地工場の敷地内と州政府特別経済区内に建設。2008年以後の2 - 3年以内で15億米ドル相当の投資が行なわれ、2万人程度の雇用が生まれる予定であるとされた。
- 2008年 - ベトナム北部に近い中国の南寧市の30億米ドル相当の投資を行なうと発表した[22]。
- 2012年3月 - シャープとの業務提携で合意[23]。また、代表者・郭台銘の投資会社がシャープディスプレイプロダクト株式会社の株の約半数を取得し[24]、同社の社名を「堺ディスプレイプロダクト」に変更する。
- 2014年6月25日 - 液晶ディスプレー関連の複数の特許（工業所有権）を侵害されたとして東芝、三菱電機、船井電機などを米デラウェア州連邦地裁に提訴したと発表した[25]。
- 2016年3月30日 - 鴻海（ホンハイ）精密工業は30日、取締役会を開き、シャープ <6753> 買収を決議した。鴻海グループでシャープの3888億円の第三者割当増資を引き受け、議決権の66％を握る筆頭株主となる。シャープの業績悪化や将来負債となる恐れのある偶発債務を踏まえ、出資を当初予定の4890億円から1000億円程度減らした。シャープも臨時取締役会で出資の減額などを受け入れた。[26]。
- 2016年5月19日 - ノキアのフィーチャーフォン事業を買収することを発表した[27]。
- 2022年
  - 10月16日-  インドの天然資源大手ベダンタ・グループと協力してインドのグジャラート州に半導体工場を建設することを発表した[28]。
  - 11月22日 - 鄭州市のiPhone製造工場で、ボーナスの支払いをめぐり従業員のデモが発生。やがて暴動化したため警官隊が突入して鎮圧する騒ぎを招いた[29][30]。

## 主要取引先
- Apple[31]

| - Google - エイサー - Amazon.com - シスコシステムズ - デル - インテル - ヒューレット・パッカード - マイクロソフト | - モトローラ - 任天堂 - ノキア - サムスングループ - ソニー - ソニーモバイルコミュニケーションズ（旧ソニー・エリクソン・モバイルコミュニケーションズ） - VIZIO |

## 生産拠点

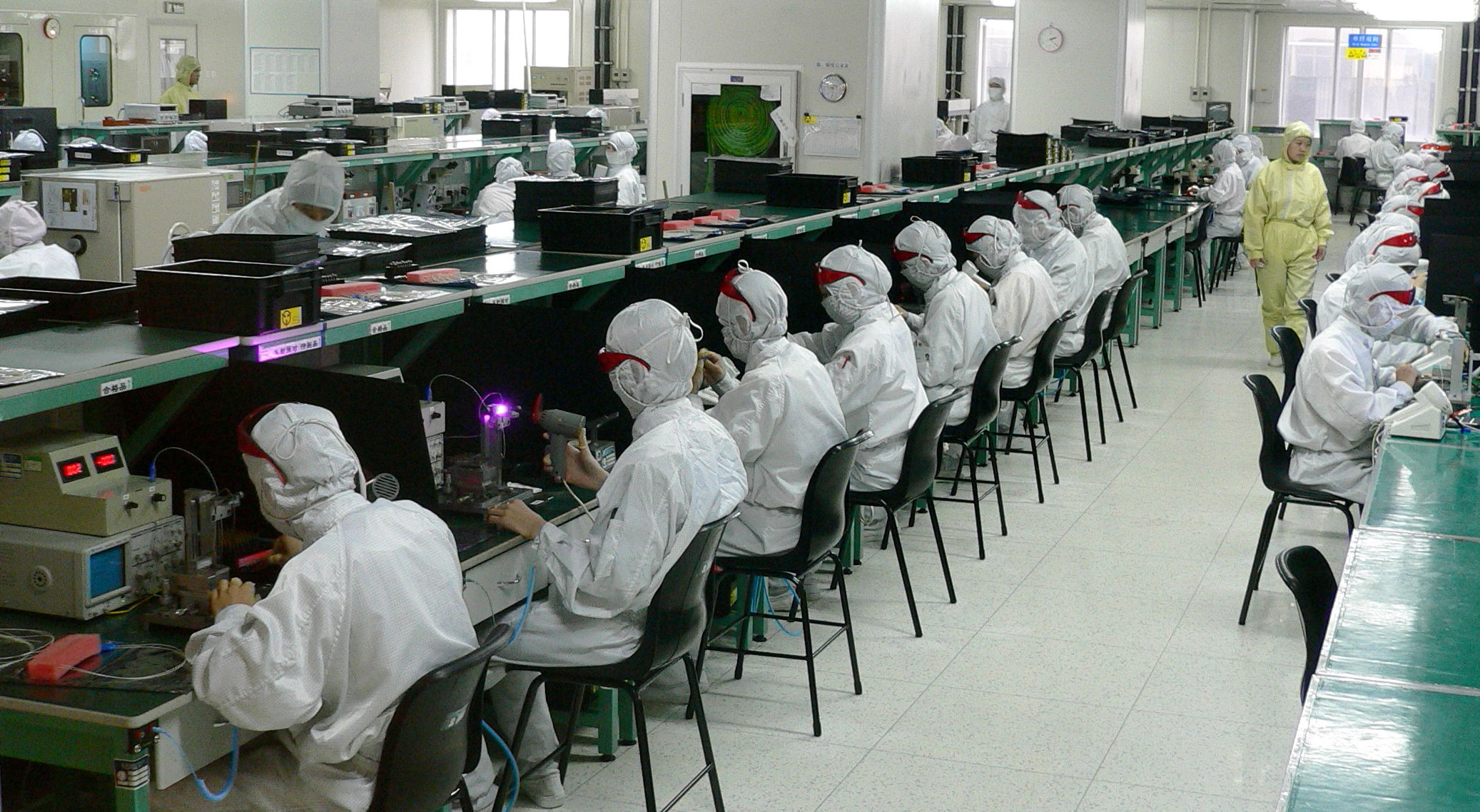
深圳市にある工場内

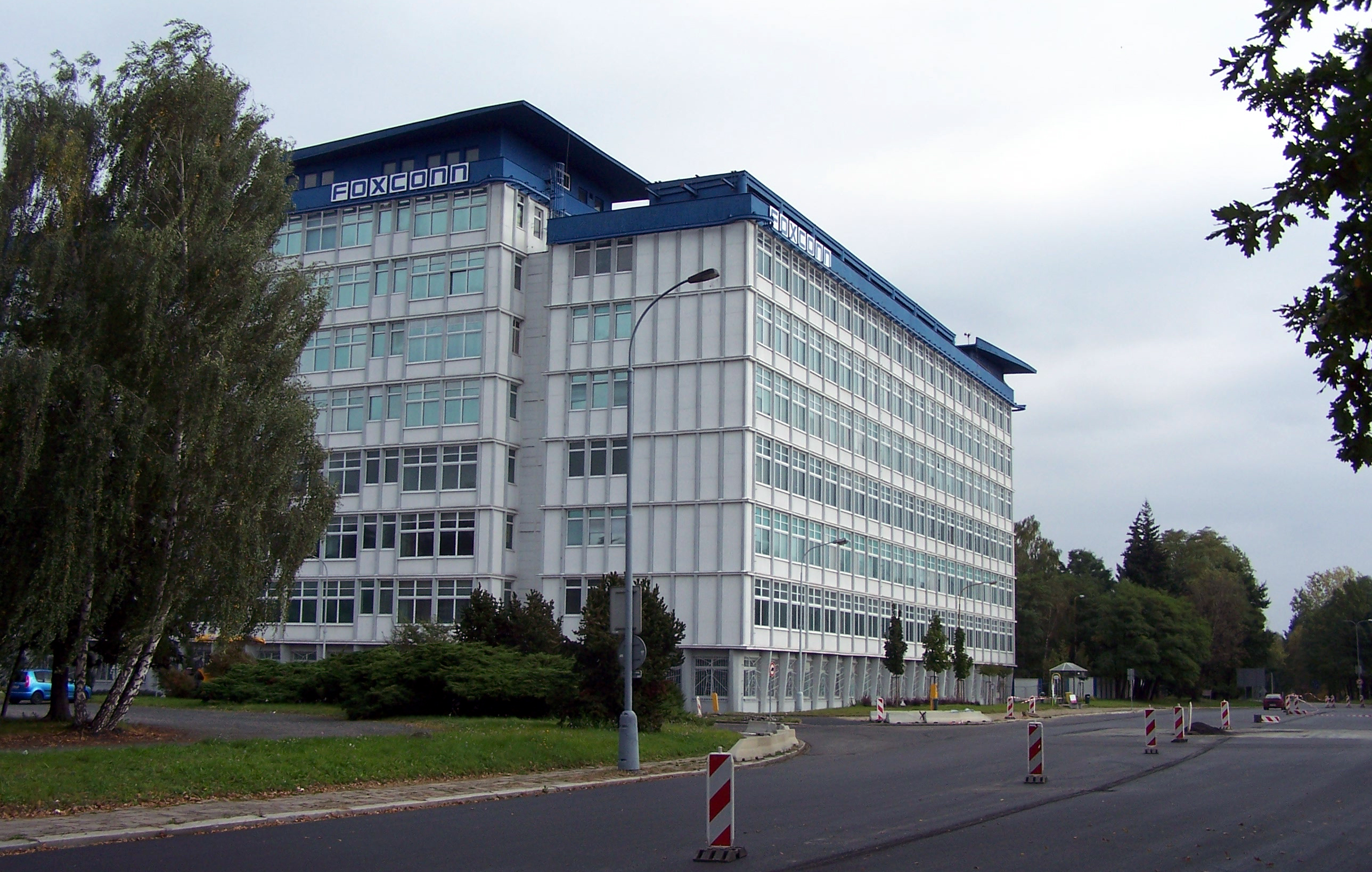
チェコにあるフォックスコンの施設

フォックスコンはアジア、ヨーロッパ、南アメリカなど世界14か国に生産拠点を構えており、電子機器において世界シェアの40パーセントを占めている。

### 中華人民共和国
9つの都市に13工場を構えている。特に広東省深圳市にある工場は敷地面積3平方キロメートル の中に15の生産工場があり、独自のテレビネットワーク（フォックスコンTV）が整備された従業員寮やプールがあるほか、消防や食料品店、銀行、レストラン、本屋、病院などの社会インフラなども整備されており、フォックスコングループで最大の工場である。また、その従業員の多くが1日12時間、週6勤務である。
中国中部の鉄道・道路の要衝である河南省鄭州市郊外にも最大の工場があり、主要製品はiPhoneなので、そこは「iPhone City」と呼ばれている。

### インド
タミル・ナードゥ州、チェンナイにある経済特区に生産工場を抱える。クジャラート州の工場が2022年内に着工予定。
- ヨーロッパ
  - スロバキア共和国[54] とチェコ共和国[55] に生産工場を抱える。

### メキシコ
チワワ州、サン・ヘロニモにコンピューターの生産工場があり、このうちシウダー・フアレスにある2つの工場はモトローラ社の携帯電話、シスコシステムズ社のセットトップボックスを生産している ほか、ソニー製の液晶テレビなども生産している。

### ブラジル
アマゾナス州、マナウスにある携帯電話工場のほか、サンパウロ州、ソロカーバなどにも生産工場を構えており、フォックスコンは今後ブラジルで多くの投資を検討している。

## 問題

### 労働問題
デイリー・テレグラフによると、iPod nanoを製造している富士康深圳龍華工場の従業員の勤務体系が1日15時間、月の残業80時間超に及ぶ一方で月収はわずか27ポンドであるということを取り上げ、問題になった。
アップルは機密保持に関して徹底しており、自社への訪問者を監視するなど機密保持に神経を尖らせている。
そのような中、アップルに送るはずだったiPhoneのプロトタイプ機1台が紛失した際に25歳の従業員に対しFoxconnの中央公安部門が激しい尋問、さらには暴行を加えてその従業員が自殺するという事件も起き、中国政府が調査に乗り出すといった問題が報じられた。この労働問題はアメリカ国内で話題になり、アップル社製品の不買運動が検討されている。2012年2月5日、この報道に対し、
との声明を発表しているが、現地では改善の兆しが見られないと従業員への取材から明らかになっている。
また、この事件以外にも工場取材に訪れたロイター通信の記者が工場を警備している2名の警備員に暴行され工場に連れ込まれそうになったという。
さらに従業員の自殺が増えつつあることでも注目された。ただしフォックスコンは中国で抱える54万人の従業員数に対し、自殺（未遂含む）は2010年に入ってから5月までの時点で12件で、中国全土における自殺率（10万人あたり12人）よりはるかに低いと反論している。この自殺問題への対策として会社は、カウンセラーだけでなく、供養のため仏僧を雇用したという。2011年8月には中国内の生産に携わる従業員50万人分を産業ロボットへ置き換えると発表し、2014年までに100万台の導入を目標としている。
2012年9月には、山西省の工場で約2,000人規模の暴動が発生、約40人が病院送りになったほか、同年10月には、iPhone 5を製造する河南省の工場で、従業員数千人によるストライキが発生した。
2012年12月には、山東省煙台市の工場でWii UやiPhoneを生産している工場で14歳の少女に児童労働をさせている事実を認め、任天堂からも声明は発表された。
2013年10月には、煙台市のPlayStation 4を生産している工場で学生に時間外労働をさせている事実を認めた。
2018年6月には、湖南省のAmazon.com製品工場で過重労働が行われてると報道された。

## 関連企業

### グループ企業
- 鴻海精密工業 (TWSE: 2317)
- 鴻準精密工業 (TWSE: 2354)
- 為臻鼎科技 (TWSE: 4958)
- 建漢科技 (TWSE: 3062)
- 群創光電 (CMI, TWSE: 3481)：英文社名はイノラックス (Innolux)。2010年に奇美電子（チーメイ電子）と統宝光電（トポリー）を吸収合併。一旦、社名を奇美電子としたが、2012年12月に再び群創光電とした[73]。
- 富士康国際（富士康國際 / 富士康国际、Foxconn International Holdings Ltd.） - HKSE: 2038：鴻海精密工業の子会社。タックス・ヘイヴンであるケイマン諸島で法人登記されているが、実質的には台湾に本社機能がある。これは台湾企業が中国に直接進出すると高い税が課せられるため、ほかの中国と国交のある国（当然日本の企業でも問題ないが通常はモーリシャスなど）を通じて外資企業として登録（台湾資本の台商として進出の場合に比べ税金が遥かに安くなる）する手法であるOBUという手法を使っている。中国ではこのような税率事情のため、台湾企業が進出する場合ではよく用いられる方法である。香港証券取引所にも上場した。2006年11月にはハンセン指数の構成銘柄となった。[要検証 – ノート]
- シャープ：鴻海精密工業の子会社。

2013年、鴻海グループの売上高は3兆9,500億ニュー台湾ドル、年間増加幅は1.2%、税引き純利益は1,066億9,700万ニュー台湾ドル、年間増加幅は12.7%、1株当たり利益は8.16ニュー台湾ドル。年間増加幅10%で計算すれば、2014年、鴻海グループの売上高は4兆3,000億ニュー台湾ドルに達し、1株当たり利益は約9ニュー台湾ドル、売上高と利益はともに史上最高になる見込み。

### その他の関連企業
- ソフトバンクロボティクスホールディングス - ソフトバンクグループのロボット事業を統括する会社で、フォックスコンがアリババグループとともに20%出資している[75]。